# Jack Dupon
Jack Dupon – francuski zespół progresywno-awangardowy, związany z ruchem Rock in Opposition, założony w 2004 roku przez Thomasa Larsena, Arnauda M’Doihomę, Gregory’ego Pozzoliego i Philippe’a Prebeta.

## Muzycy
Opracowano na podstawie materiału źródłowego.
- Arnaud M’Doihoma - gitara basowa, śpiew
- Thomas Larsen – perkusja, śpiew
- Gregory Pozzoli – gitara, śpiew
- Philippe Prebet – gitara, śpiew

## Dyskografia
Opracowano na podstawie materiału źródłowego.
Albumy studyjne:
- (2006) L’Africain disparu
- (2008) L'Échelle du désir
- (2011) Démon Hardi
- (2013) Jésus L'Aventurier

Albumy koncertowe:
- (2012) Bascule à vif
- (2014) Tête de Chien